# Ustavotvorna skupština Kraljevine SHS
Ustavotvorna skupština Kraljevine Srba, Hrvata i Slovenaca (nazivana i 'Konstituanta) sastala se na temelju izbora održanih 28. studenog 1920. Sastala se prvi put 12. prosinca 1920., a završila s radom 28. lipnja 1921. izglasavanjem tzv. Vidovdanskog ustava. 
Izabrani zastupnici Komunističke partije, HRSS i neki drugi nisu bili prisutni. Tako su za prijedlog ustava glasovali samo zastupnici Srbi, mali dio Hrvata i Slovenaca, te muslimani/Turci (Jugoslavenska muslimanska organizacija i Džemijet). 
Nakon toga nastavlja u istom sastavu djelovati kao "Narodna skupština" Kraljevine SHS.